# El otro William
El otro William es una obra de teatro  de Jaime Salom, estrenada en 1998.

## Argumento
Expone en la obra el autor la vida del noble Sir William Stanley, personaje destacado en la escena política inglesa de su tiempo y al que se indica como el verdadero creador de las obras atribuidas a William Shakespeare .

## Estreno
- Teatro Centro Cultural de la Villa, Madrid, 24 de enero de 1998.
  - Dirección: Manuel Galiana.
  - Escenografía: Alfonso Barajas.
  - Intérpretes: Manuel Galiana, Gemma Cuervo, Pilar Massa, Janfri Topera, Eduardo MacGregor.